# Pavetta barnesii
Pavetta barnesii är en måreväxtart som beskrevs av Adolph Daniel Edward Elmer och Elmer Drew Merrill. Pavetta barnesii ingår i släktet Pavetta och familjen måreväxter. Inga underarter finns listade i Catalogue of Life.